# Fitzroy Simpson
Fitzroy Simpson (Bradford on Avon, 26 febbraio 1970) è un ex calciatore giamaicano, di ruolo ala sinistra.